# Worthington (Minnesota)
Worthington es una ciudad ubicada en el condado de Nobles en el estado estadounidense de Minnesota. En el Censo de 2010 tenía una población de 12764 habitantes y una densidad poblacional de 564,13 personas por km².

## Geografía
Worthington se encuentra ubicada en las coordenadas 43°37′45″N 95°35′56″O / 43.62917, -95.59889. Según la Oficina del Censo de los Estados Unidos, Worthington tiene una superficie total de 22.63 km², de la cual 19 km² corresponden a tierra firme y (16.03%) 3.63 km² es agua.

## Demografía
Según el censo de 2010, había 12764 personas residiendo en Worthington. La densidad de población era de 564,13 hab./km². De los 12764 habitantes, Worthington estaba compuesto por el 62.17% blancos, el 5.47% eran afroamericanos, el 0.71% eran amerindios, el 8.65% eran asiáticos, el 0.07% eran isleños del Pacífico, el 20.53% eran de otras razas y el 2.4% pertenecían a dos o más razas. Del total de la población el 35.42% eran hispanos o latinos de cualquier raza.